# Äleklinta

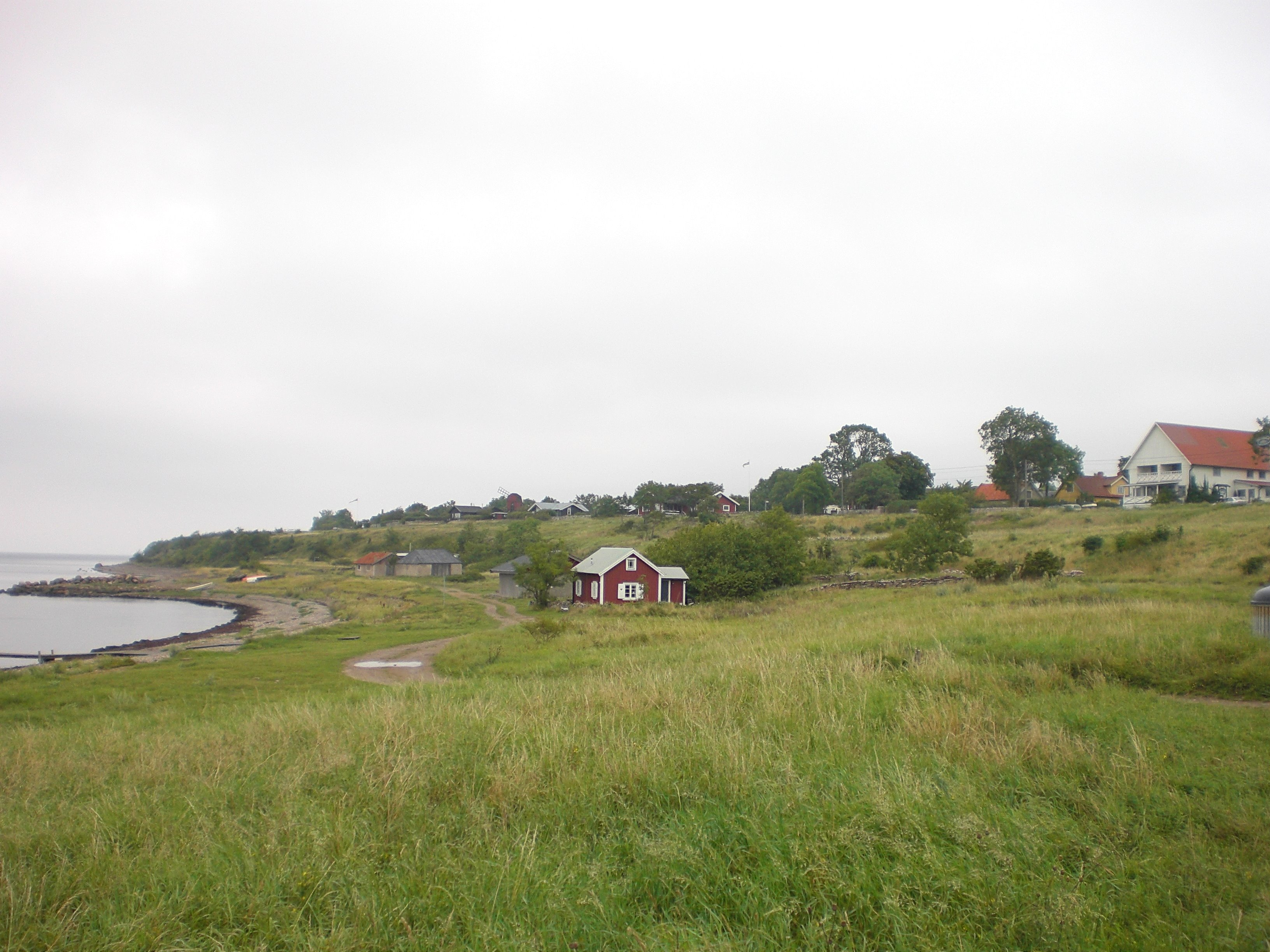
Äleklinta

Äleklinta ist ein zur Gemeinde Borgholm gehörendes Dorf auf der schwedischen Ostseeinsel Öland.
Der weniger als 50 Einwohner (Stand 2005) zählende Ort liegt unmittelbar am Kalmarsund an der Westküste der Insel, nördlich von Köpingsvik. Die Küste erhebt sich hier als Steilküste über dem Wasser und weist zum Teil deutliche Kalksteinschichtungen auf.
Die pittoreske Lage des als Streusiedlung auf den Hängen liegenden Fischerdorfes Äleklinta und die Bademöglichkeiten am Strand machen den Ort zu einem Ferienziel.
In der unmittelbaren Umgebung des Ortes befinden sich vier der für Öland typischen Windmühlen.
Koordinaten: 56° 58′ N, 16° 46′ O